# Chorispora gracilis
Chorispora gracilis là một loài thực vật có hoa trong họ Cải. Loài này được Ernst mô tả khoa học đầu tiên năm 1939.